# 普蒂納
普蒂納（西班牙語：Putina），是秘魯的城鎮，位於該國東南部普諾大區，是聖安東尼奧德普蒂納省的首府，始建於1595年5月24日，海拔高度3,878米，2005年人口9,501，居民使用奇楚瓦語和西班牙語。
14°54′50″S 69°52′25″W / 14.91389°S 69.87361°W